# Andreas Eudaemon-Joannes
Andreas Eudaemon-Joannes (La Canea, 1566-Roma, 24 de diciembre de 1625) fue un religioso jesuita, filósofo y polemista griego.

## Biografía
Natural de la isla de Creta y descendiente de la familia Paleólogo, pasó muy joven a Italia, donde estudió humanidades e ingresó en la Compañía de Jesús en 1581. Se distinguió como filósofo y teólogo, disciplinas que enseñó en Padua y Roma. Firme defensor de la orden jesuita, gozó de mala reputación incluso siglos después de su fallecimiento por hechos como la defensa de Henry Garnet.
Fue designado director del Colegio Griego en Roma en 1622 y censor del Santo Oficio por el papa Urbano VIII cuando este fue elegido en 1623. Falleció en Roma el 24 de diciembre de 1625, después de un viaje en el que acompañó al sobrino del pontífice, el cardenal Francesco Barberini, a Francia en calidad de teólogo consejero.

## Obra
Entre sus escritos se cuentan Castigatio eorum quae adversus Roberti Bellarmini Controversias scripsit Lambertus Danaeus Calvinista (Ingolstadt, 1605) y Apologia pro R. P. Henrico Garneto anglo (Colonia, 1610), que es una obra dirigida contra el escrito Relation of the proceedings against Henry Garnet a Jesuite and his confederates, the Traitors in the Gunpowder (Londres, 1606), en el que acusaba a los jesuitas de ser autores o fautores de la conspiración de la pólvora. Isaac Casaubon en su epístola ad Frontonem Ducaeum (Londres, 1611) y Robert Abbot en su Antilogia adversus Apologiam Andreae Eudamon-Joannis jesuitae pro Henrico Garneto jesuita proditore rebatieron a Eudaemon-Joannes. La obra de Abbot llevaba por lema (aludiendo a la patria de Andreas) Cretenses semper mendaces. La discusión continuó entre ambos pasando a la cuestión general de la herejía en la materia del Anticristo, en la que Eudaemon-Joannes sostuvo el buen nombre de su correligionario Roberto Belarmino en Castigatio Apocalypsis Apocalypseos Thomae Brightmanni Angli (Colonia, 1611). Esta controversia se avivó con la intervención de John Barclay, que atacaba a Berlarmino en la cuestión del origen inmediato de la sociedad civil, a lo que respondió con Epistola monitoria ad Joannem Barclaium Guillermmi filium, de libro ab eo pro patre suo contra illustrissimum Dominum D. Roberum Bellarminum S. R. E. Card. scripto (Colonia, 1613). Contra Casaubon escribió Responsio ad caput IV primae exercitationis Isaaci Casaubonis, et ad Antilogia Roberti Naboti adversus Apologiam P. Garneti (Colonia, 1615), Defensio Annalium ecclesiasticorum Caesaris Baronii S. R. E. Card. adversus falsas calumnias, errores ac mendacia Isaaci Casauboni, qua sin exercitationibus suis inferciit, in SS. Patres, Scriptores vetustos, in totam Ecclesiae antiquitatem; atque etiam in SS. scripturarum et S. Theologiae interpretationes ejusdem impias et ineptas (Colonia, 1617) y Refutatio exercitationum Isaaci Casauboni libris duobus comprehensa (Colonia, 1617).
Igualmente viva fue la discusión que sostuvo con los teólogos franceses que hacían responsables a los jesuitas del asesinato de Enrique IV de Francia. En especial, defendió al confesor del rey, Pierre Coton, en su Confutatio Anticotoni Qua respondetur calumniis, ex occasione caedis Christianissimi regis Franciae, et sententiae Marianae, ab anomymo quodam in P. Cottonem et socio ejus congestis (Maguncia, 1611) y la Epistola ad amicum Gallum super dissertatione politica Leidhresseri (Colonia, 1613). La carta iba dirigida contra la Dissertatio super doctrinae Capitibus inter Academicum Parisiensem et Jesuitam controversias (Fráncfort, 1613). La misma discusión ocasionaría que se atribuyese sin fundamento a Eudaemon-Joannes un escrito antifrancés con el título G. G. R. Theologi ad Ludovicum XIII, admonitio, qua breviter et mervose demonstratur Galliam joede et turpiter impium foedus innisse et injustum bellum hoc tempore contra catholicos movisse salvaque religione prosequi non posse (1625). La obra no es de procedencia jesuítica, aunque Adrien Baillet la atribuye a Eudaemon-Joannes y Brunet a Jakob Keller. También se imputó a Eudaemon-Joannes De justa reipublicae Christianae in reges impios et Haereticos authoritate: justissimaque catholicorum ad Henricum Navarraeum et quemcumque haereticum a regno Galliae repellendum confoederatione liber. Authore G. G. R. (París, 1590), mas con menos verosimilitud que la obra anterior.
Finalmente, escribió contra el apóstata Marco Antonio de Dominis Admonitio ad lectores librorum M. Antonii de Dominis (Colonia, 1619) y Epistola de relapsu, morte poenaque M. Antonii de Dominis (Ingolstadt, 1627), que se imprimió después de su muerte. También cuenta con una Narratio de pio obitu Roberti Card. Bellarmini (Dilinga, 1621).